# Bannière centrale d'Urad
Pour les articles homonymes, voir Urad.
La bannière centrale d'Urad (乌拉特中旗 ; pinyin : Wūlātè Zhōng Qí) est une subdivision administrative de la région autonome de Mongolie-Intérieure en Chine. Elle est placée sous la juridiction de la ville-préfecture de Baynnur.

## Démographie
La population de la bannière était de 145 511 habitants en 1999.